# Endymion (groupe)
Pour les articles homonymes, voir Endymion (homonymie) et Lint.
Endymion est un groupe néerlandais de rawstyle. Il est formé en 1997, et composé de Bart Revier, Bas Lint et Jelle Neys. À l'origine ancré dans la techno hardcore, le groupe décide de se reconvertir officiellement dans le hardstyle en 2015.
À ses débuts, Endymion signe au label discographique indépendant Supreme Intelligence Records (plus tard Gangsta Audiovisuals), et sort en 1998 son premier EP intitulé Recumbent DNA String Exponent. Le groupe signe en 2001 chez Enzyme Records, label au sein duquel ils vont progressivement rencontrer la renommée.

## Biographie

### Débuts et Enzyme
Bart Revier, Bas Lint et Jelle Neys forme leur groupe le 10 juin 1997. En 1998, le groupe publie son premier EP intitulé Recumbent DNA String Exponent. Cette même année, ils publient un premier album studio, Demonsworld.
En 2001, le compositeur néerlandais Patrick van Kerckhoven (Ruffneck) lance le label Enzyme Records et demande à Endymion et Nosferatu d'y figurer. C'est ainsi que la popularité du label et celle du groupe ont explosé de façon spectaculaire. Enzyme Records a vu le jour grâce aux compositions désormais classiques d'Endymion telles que All the Way Up, Payback, Drunk With a Gun, Rock the Part-E, It's All Music, Pussy Motherfuckerz, et d'autres encore ; certains de ces titres à succès sont parus sur leur album intitulé Catalysed Reactions en 2003. Lors d'une entrevue effectuée à l'édition 2007 du festival A Nightmare Outdoor, le groupe remercie les membres de chez Enzyme pour leur avoir donné la chance de composer et de leur avoir appris les rudiments de la production musicale. 

### Popularité et succès
En 2007, le groupe participe à la célébration des quinze années du célèbre festival Thunderdome. Cette même année, Endymion, qui compte désormais 500 représentations à son actif, collabore avec Art of Fighters pour le titre Let's Get It On. En 2008, il fait une apparition sur le CD/DVD A Nightmare in Rotterdam - From Cradle to Grave en compagnie d'autres artistes tels que Nosferatu, Darkraver et Buzz Fuzz ; le CD/DVD est bien accueilli sur Partyflock avec une note de 80/100. 
Pendant leur pic de popularité, leurs meilleures compositions ont été jouées par une grande partie des DJ de la scène. Depuis sa formation, Endymion a mixé dans quasiment toutes les boîtes de nuit branchées et lors d'événements aux Pays-Bas et de toute l'Europe : Thunderdome, A Nightmare in Rotterdam, Enzyme Incubation, Masters of Hardcore, Mystery Land, Defqon.1, Megarave, Hellraiser, Pont Aeri et Project Hardcore, notamment. Endymion a également parcouru le monde, jouant dans des villes telles que Los Angeles, Sydney, Brisbane, Toronto, Hambourg, New York, Québec, Rome, Barcelone, Vienne, Anvers, Genève, Oberhausen, Paris, Zurich et Milan. L'interaction de la foule durant leurs tournées est l'un des aspects les plus importants.
En 2010, Endymion s'associe avec Meccano Twins pour la conception d'un morceau orienté happy, intitulé A New Today, avec la chanteuse Lilly Julian. En 2011, le groupe publie un troisième album, intitulé Three, composé de nouveaux titres et de chants d'invités spéciaux comme les icônes du hip-hop néerlandais E-Life et Ollie ou le chanteur britannique Warren Morris ; l'album est accueilli sur Partyflock avec une moyenne de 78/100. Il comprend aussi le hit A New Today. Cette même année, en octobre, le titre Change atteint le classement des meilleures ventes du mois sur Juno Download. En 2012, la prestation d'Endymion lors de l'événement Defqon.1 fait forte impression ; sa « bootleg edition » du titre Spitfire de Porter Robinson est particulièrement appréciée. 
En 2014, Endymion publie son quatrième album studio, intitulé Be a Voice Not an Echo, au label Neophyte Records. Le 24 décembre 2014, ils jouent un set à l'édition spéciale Noël du festival Back2School.

### Conversion au rawstyle
Endymion se reconvertit progressivement au rawstyle pendant les années 2010, plus précisément vers 2015. En 2015, le groupe participe de nouveau au Defqon.1, publiant même leur set sur SoundCloud. Cette même année, et pour marquer son changement vers le rawstyle, le groupe lance son propre label appelé Nightbreed Records, auquel ils publient leurs propres morceaux, mais également ceux de nouveaux artistes hardstyle tels que Myst,. Le 1er juin 2017, Endymion annonce un nouvel album intégralement hardstyle d'ici la fin de l'année.

### Retour au mainstream hardcore
En 2024, Endymion surprend son public en publiant le titre Still Got a Gun, aux sonorités hardcore, faisant écho à leur succès de 2003 Drunk with a Gun, et confirment dans cette voie avec les titres Dying Time's Here, Billion Scars, un rework du titre How Long avec The Viper (nl) et Fire avec la chanteuse Christin. Peu après sort le titre Salvation au label Masters of Hardcore.

## Discographie

### Albums studio
- 2000 : Demonsworld (Supreme Intelligence)
- 2004 : Catalysed Reactions (Enzyme Records)
- 2011 : Three (Enzyme Records)
- 2014 : Be a Voice Not an Echo (Neophyte Records)

### EP
- 1998 : Recumbent DNA String Exponent (Supreme Intelligence)
- 2000 : Mind and Body as One (Supreme Intelligence)
- 2000 : Darkcore Xplorers (Supreme Intelligence)
- 2001 : Hardcore For Life vol.3 (avec DJ Paul et MC Rage) (So-Real Records, D-Boy Black Label)
- 2001 : Bionic Conspiracy (Special Edition) (Bionic Recordings)
- 2001 : The Core (D'Spyre et Meagashira) (Hard Traxx)
- 2002 : Before Your Eyes (avec Evil Activities) (Neophyte Records)
- 2003 : Stay Focussed (Viper Remix) / For The Smile (Nosferatu vs .Endymion / DJ Anas) (Xque Records, Bit Music)
- 2003 : Payback (Pont Aeri Records)
- 2003 : Stay Focussed (Xque Records, Bit Music)
- 2005 : Project Hardcore. NL The Anthem (avec Nosferatu, The Viper et MC Alee) (Bionic Recordings)
- 2006 : Chains of Commitment (Enzyme Records)
- 2008 : To Claim the Future (avec Evil Activities) (Enzyme Records)
- 2008 : Let's Get It On (avec Art of Fighters et DJ Mad Dog (Traxtorm Records)
- 2009 : In Sync With the Sun (avec Meagashira) (Enzyme Records)
- 2009 : Act of God (Thunderdome 08 Anthem) (avec Nosferatu)
- 2010 : Sanity (Viper Beatz)
- 2010 : A New Today / The Industry (Lilly Julian et Meccano Twins) (Enzyme Records)
- 2011 : Face II Face (avec Nosferatu) (Enzyme Records)
- 2011 : Broken (avec Evil Activities) (Neophyte Records)
- 2011 : Three Sampler 1 (Enzyme Records)
- 2011 : Three Sampler 2 (Enzyme Records)
- 2011 : Three Sampler 3 (Enzyme Records)
- 2012 : Freaks (avec Art of Fighters)
- 2013 : Make Some Noise EP (Neophyte Records)
- 2013 : Destination Underground (Hardshock Festival 2013 Anthem) (avec Ophidian) (Neophyte Records)